# Entrevías
Entrevías es un barrio de la ciudad de Madrid, ubicado en el distrito de Puente de Vallecas. El nombre del barrio se debe a que este se encuentra en buena parte rodeado por las vías del tren, las cuales constituyen sus límites (si se recorren en el sentido antihorario) desde el este, pasando por el norte, hasta el suroeste. Según el padrón municipal del Ayuntamiento de Madrid de 2021 está habitado por 35.315 personas.

## Núcleos
El barrio de Entrevías está dividido entre las zonas de Entrevías Viejo, Entrevías Nuevo, Barrio Obrero, Prado Lombardo, Ahijones, el Pozo del Tío Raimundo y la Celsa. En su mayoría eran en origen poblados de chabolas, poblados dirigidos, poblados de absorción y algunas cooperativas que más tarde fueron remodelados. 
Antiguamente, antes del proceso de parcelación de los años 50, estaba dividido en zonas conocidas como Cambroneras, La casilla doble, Cerro tío Pingarrón, Venta de Santa Catalina, Cerámica, prado Serrano, La viña, Prado Lombardo, Pico del Pájaro, Barrio Obrero, Mesa Imagen, las sepulturas, y otras. 

## Comunicación por carretera
- Desde la carretera de circunvalación Autopista M-30, coja la salida a la calle de Méndez Álvaro y diríjase, si va por la M-30 norte (en el sentido de las agujas del reloj), por el desvío hacia la derecha (la Avenida de Entrevías). En caso de ir por la M-30 sur (sentido contrario a las agujas del reloj) coja la salida hacia Méndez Álvaro, tome el giro a la izquierda que hay en una rotonda.
- Desde la carretera de circunvalación Autopista M-40, tome la salida 19A (si viaja en sentido sur; salida 20 si viaja en sentido norte) y coja el desvío de la calle Embajadores. En la glorieta del Instituto Raúl Vázquez, tome la primera salida hacia El Pozo del Tío Raimundo.
- Desde la A-3 Autovía del Este, incorpórese a la M-40 y siga el paso anterior.

### Autobuses
Dentro de la red de la EMT, las siguientes líneas prestan servicio al barrio:
| Línea | Terminales                                            |
| ----- | ----------------------------------------------------- |
| 24    | Estación de Atocha – Estación de El Pozo              |
| 102   | Estación de Atocha – Estación de El Pozo              |
| 103   | Estación de El Pozo – Ecobulevar                      |
| 111   | Puente de Vallecas – Entrevías                        |
| 144   | Pavones – Entrevías                                   |
| 180   | Arganzuela-Planetario – Legazpi / Estación de El Pozo |
| 310   | Pacífico – Estación de El Pozo                        |
| N11   | Cibeles – Madrid Sur                                  |
| T31   | Estación de El Pozo – Sierra de Guadalupe             |
| T32   | Legazpi – Mercamadrid                                 |

| Línea | Vías cubiertas sentido ida | Vías cubiertas sentido vuelta |
| ----- | --- | --- |
| 24    | Mejorana , Lagartera, La Mancha, Avda. de Entrevías, Vecinos del Pozo, Cabo Machichaco, Andaluces del Pozo, Esteban Carros, Padre Llanos                                           | Padre Llanos, Esteban Carros, Avda. Glorietas, Cooperativa Eléctrica, Ronda del Sur, Avda. de Entrevías, Conde Rodríguez San Pedro, Mejorana                                                                      |
| 102   | Méndez Álvaro, Avda. de Entrevías, Cardeñosa, Ruidera, Bohonal, Ronda del Sur, Serena, Barros, Vecinos del Pozo, Cabo Machichaco, Andaluces del Pozo, Esteban Carros, Padre Llanos | Padre Llanos, Esteban Carros, Avda. Glorietas, Cooperativa Eléctrica, Ronda del Sur, Villacarrillo, Villuercas, Hornachos, Ronda del Sur, Bohonal, Ruidera, Sierra Contraviesa, Avda. de Entrevías, Méndez Álvaro |
| 103   | Barros, Cazorla, Pedroches, La Mancha | Avda. de Entrevías, La Mancha, Campiña, Barros |
| 111   | Avda. de Entrevías, La Mancha, Plaza de las Regiones, Lagartera, Ruidera, Bohonal, Ronda del Sur, Hornachos                                                                        | Hornachos, Ronda del Sur, Bohonal, Ruidera, Lagartera, Plaza de las Regiones, La Mancha |
| 144   | Hernández Mas, Rafael Marcote, La Mancha | La Mancha |
| 180   | Legazpi y Pozo del Tío Raimundo | Legazpi y Pozo del Tío Raimundo |
| 310   | Avda. Entrevías | Avda. Entrevías |
| N11   | Méndez Álvaro, Avda. Entrevías, Cardeñosa, Campiña, Barros, Ronda Sur | Ronda Sur, Villacarrillo, Cazorla, Pedroches, Pza. Regiones, Sierra Contraviesa, Avda. Entrevías, Méndez Álvaro                                                                                                   |
| T31   | Avda. Entrevías | Avda. Entrevías |
| T32   | Embajadores, Carretera de Villaverde a Vallecas | Embajadores, Carretera de Villaverde a Vallecas |

Estas líneas comunican el barrio entre sí y con:
- Otros barrios del Puente de Vallecas: San Diego, Palomeras Bajas y Palomeras Sureste.
- Villa de Vallecas
- El barrio de Atocha (Arganzuela) y la estación homónima.
- La Avenida de la Ciudad de Barcelona (Retiro).
- Moratalaz

## Comunicación ferroviaria
El barrio no tiene ninguna estación de metro (las más cercanas son la de Méndez Álvaro, línea 6, y Puente de Vallecas, línea 1). Dos estaciones de Cercanías situadas junto a la Avenida de Entrevías dan servicio al barrio, ambas con servicio de las líneas ,  y  de Cercanías Madrid:
- Asamblea de Madrid-Entrevías;
- El Pozo.

En este barrio se encuentra la estación de Santa Catalina, en la calle de Embajadores con la avenida de Santa Catalina; dicha estación se utiliza hoy día para el mantenimiento de los trenes AVE y de Cercanías. Antiguamente, la línea C-3 efectuaba parada en el apeadero del mismo nombre, pero dejó de prestar servicio en 1991. Actualmente, esta línea pasa por el barrio, pero sin efectuar parada en él, como es también el caso de la línea C-4.

## Fiestas
Se celebran dos fiestas anuales:
- La primera de ellas se celebra el día de San Isidro, el 15 de mayo. Es habitual su celebración en la Calle de la Sierra de Contraviesa.
- La segunda, la "Fiesta del Barrio de Entrevías", se viene realizando entre la última semana de junio y la primera de julio, y tiene lugar en el 'Parque de los Arbolitos', junto al Auditorio.

## Lugares
- Parque Forestal de Entrevías: es, desde los años 1970, uno de los mayores parques de Madrid. Además tiene otros contiguos a este espacio, como el parque de paseo, construido a finales del siglo XX y comienzos del XXI, llamado Parque del Soto de Entrevías. En este último hay dos lagos, varios tipos de plantas identificadas adecuadamente y acompañadas de rocas variadas; además de unas vistas apreciables desde la cima de la montaña del parque, situado este, a su vez, sobre el Parque del Soto.

- La estación ferroviaria de Entrevías fue renombrada en 1999, pasando a llamarse Asamblea de Madrid - Entrevías, por encontrarse próxima a la reciente ubicación de la Asamblea de Madrid. No fue solucionado el entorno de la estación como había sido expresado a los vecinos por las Instituciones oficiales: como una conexión entre los dos lados de las vías ferroviarias que encierran al barrio; pero sí adquirió el exterior una nueva dimensión apreciable desde bastante distancia. Se realizó en lo alto de la estación un pequeño jardín cuya mejor cualidad es la de constituir un mirador sobre Madrid Sur, a un lado, y la propia ciudad de Madrid al otro.

## Cultura
David Bermejo creó una serie de televisión española producida por Mediaset España para Telecinco llamada Entrevías, ambientada en el mismo barrio en el siglo XXI.

## Centros educativos

### Centros públicos de enseñanza
- CEIP Francisco Ruano (Calle de Almuradiel, 150)
- CEIP García Morente (Ronda del Sur, 229)
- CEIP Giner de los Ríos (Calle de Membezar, 25)
- CEIP José María de Pereda (Calle de Mestanza)
- CEIP Núñez de Arenas (Calle de Martos, 120)
- CEIP Padre Mariana (Ronda del Sur, 145)
- CIFP Profesor Raúl Vázquez, grados Medio y Superior (Ctra. Villaverde a Vallecas, km 4)
- IES Arcipreste de Hita (Ronda del Sur, 6)

### Centros concertados de enseñanza
- CEIPS Santa Rafaela María (Calle de Santa Rafaela Mª del Sgdo. Corazón de Jesús, 112)
- CEIP Liceo Cónsul (Calle de Peironcely, 7)
- CEIP Cumbre - Oxford (Calle Buendía, 50)
- Colegio Santo Ángel de la Guarda (Calle Villuercas, 4)
- Centro Trabenco (C/ Reguera de Tomateros, 103)
- CES y FP 1 de Mayo (Calle Los Barros, 11)